# Hôpital Sainte-Périne - Rossini - Chardon-Lagache

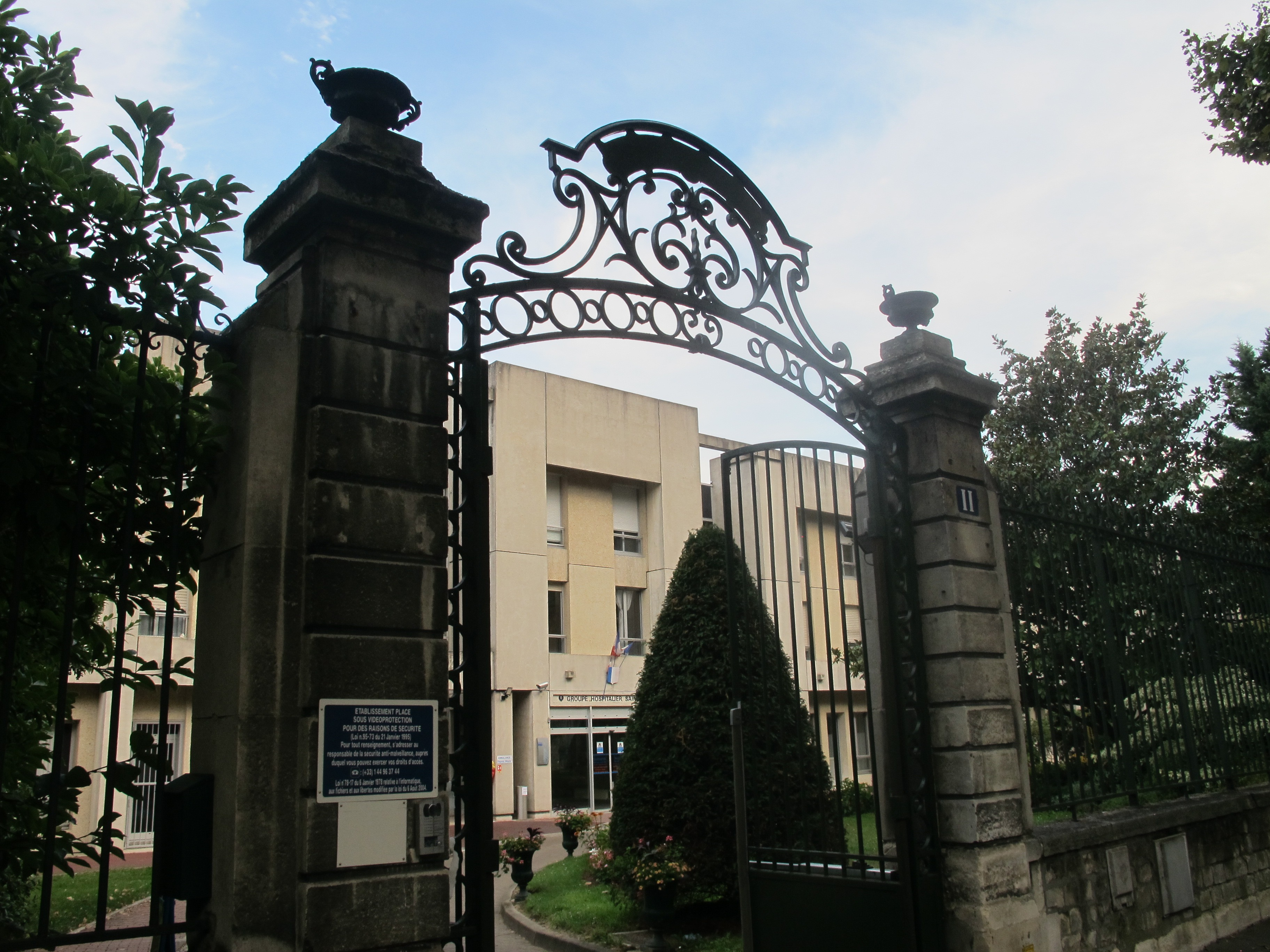
Hôpital Sainte-Périne - Rossini - Chardon-Lagache

Hôpital Sainte-Périne - Rossini - Chardon-Lagache, propriamente Hôpital Sainte-Périne, è un centro ospedaliero universitario di Parigi specializzato in geriatria.
Fondato nel 1807, fa parte dell'Assistance Publique – Hôpitaux de Paris, il consorzio degli ospedali universitari di Parigi, ed è situato nel XVI arrondissement di Parigi. È ospedale universitario dell'Università di Versailles Saint Quentin en Yvelines.